# Латимер, Хью
Хью Латимер (англ. Hugh Latimer; ок.1485 — 16 октября 1555) — епископ Вустерский, известный деятель английской Реформации. Во времена правления королевы Марии I был сожжён на костре как еретик.

## Биография
Хью Латимер родился в семье зажиточного фермера в Теркастоне, графство Лестершир. Сведения о его ранних годах носят отрывочный характер, точная дата рождения достоверно неизвестна. Предположительно он появился на свет в период между 1475 и 1495 годами, многие источники сходятся на том, что это событие произошло не позднее 1485 года.
Около 1506 года Латимер был отправлен в Кембридж и вскоре зарекомендовал себя весьма способным студентом. Примерно в 1510 году он получил степень бакалавра, а в 1514 году ему было присуждено звание магистра. После посвящения в духовный сан он снискал репутацию истого приверженца Святой Римской Католической церкви, но во многом изменил свои взгляды на религию под влиянием бесед со священнослужителем Томасом Билни.
В 1510 году Латимер был избран членом совета Клэр Колледжа, а
в 1522 году стал университетским проповедником. Его лекции о протестантизме носили эмоциональный, живой и общедоступный характер. Особенно он настаивал на предоставлении прав свободного чтения Библии на английском языке. Вскоре его выступления, пользовавшиеся неизменным успехом, привлекли внимание властей.
В 1531 году Латимер удостоился особой милости Генриха VIII за поддержку в пользу аннулирования брака короля с Екатериной Арагонской. В награду он получил бенефиций в Уилтшире, где мог читать прихожанам протестантские доктрины.
За успешное освещение реформаторских учений в своей епархии в 1535 году Латимер был назначен епископом Вустерским. Во многом его привилегированное положение при дворе зависело от поддержки Анны Болейн, а также Томаса Кромвеля и архиепископа Томаса Кранмера, с которыми он был очень дружен.
В 1539 году Латимер впал в немилость, выступив против Акта о Шести Статьях, формулировавших основные принципы англиканской церкви. Его протест объяснялся тем, что догматы, изложенные в статьях, практически ничем не отличались от католических. Он был лишён сана епископа и на некоторое время заключён в Тауэр. Его опала длилась вплоть до восшествия на престол Эдуарда VI в 1547 году. Всё это время Латимер вёл неприметную жизнь, изредка проповедуя и встречаясь с последователями протестантизма, среди которых были Николас Шекстон, Николас Ридли, Анна Эскью и Кэтрин Уиллоуби, герцогиня Саффолк.
Во времена правления Эдуарда VI Латимер был удостоен благосклонности нового короля и даже получил должность придворного проповедника, в которой оставался до 1550 года. Позднее он служил капелланом у Кэтрин Уиллоуби.
В 1553 году с приходом к власти старшей дочери Генриха VIII, Марии I Тюдор, мечтавшей вернуть Англию в лоно католической церкви, Хью Латимер, Томас Кранмер, Николас Ридли и другие церковные деятели-реформаторы были обвинены в ереси и брошены в Тауэр.
16 октября 1555 года Хью Латимер и Николас Ридли были сожжены на костре в Оксфорде. Согласно некоторым источникам, перед началом казни Латимер сказал Ридли следующие слова:

Ободрись, Ридли, и будь мужчиной. Ибо в этот день, по благодати Божией, костер зажжет свечу в Англии, которая, я верю, никогда не будет потушена.
Оригинальный текст (англ.)
Play the man, Master Ridley; we shall this day light such a candle, by God's grace, in England, as I trust shall never be put out.

— Джон Фокс, Actes and Monuments (1563).

Шесть месяцев спустя их участь разделил Томас Кранмер, взойдя на костёр в Оксфорде 21 марта 1556 года. Все трое стали известны среди народа как «Оксфордские мученики», в чью память в 1843 году был воздвигнут мемориал, расположенный неподалёку от места казни.